# Schloss Eu

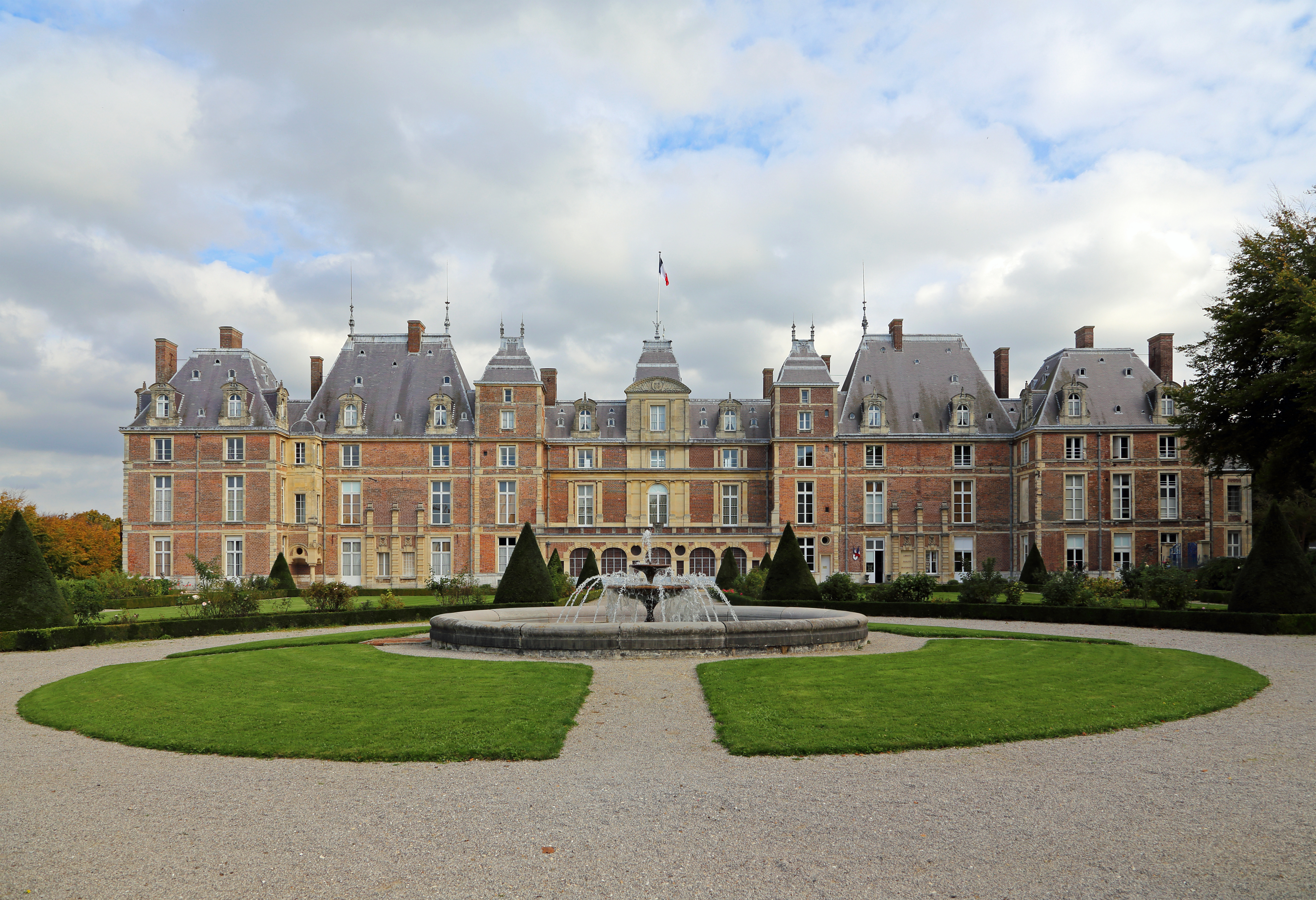
Schloss Eu

Das Schloss Eu (französisch Château d’Eu) ist ein Schloss in der Stadt Eu im Département Seine-Maritime der französischen Region Normandie. Anstelle einer normannischen Burg entstand später die Residenz der Grafen von Eu.

## Geschichte
Im Jahr 1050 heiratete Wilhelm der Eroberer Mathilde von Flandern in der damaligen Burg von Eu. Diese schützte die nördliche Grenze der Normandie, bis König Ludwig XI. sie brandschatzen ließ, um ihre Auslieferung an die Engländer zu verhindern.
Johann von Burgund, Graf von Eu, errichtete an ihrer Stelle ein Landschloss. Dies sollte im 16. Jahrhundert auf Wunsch Catherines de Clèves, geborene Gräfin von Eu, und ihres Ehemanns Henri I. de Lorraine, Herzog von Guise, durch ein größeres Schloss ersetzt werden, von dem allerdings nur ein Flügel errichtet wurde.

Im Jahr 1656 vererbte Henriette Catherine de Joyeuse, verwitwete Herzogin von Guise, die Domäne ihrer Enkeltochter Anne Marie Louise, Herzogin von Montpensier, der rebellischen Grande Mademoiselle. Als diese sich weigerte, sich den Heiratsplänen zu fügen, die ihr Cousin Ludwig XIV. für sie schmiedete, exilierte der König sie 1663 nach Eu, wo sie die Niederschrift ihrer Memoiren fortsetzte. Um die Freilassung ihres Geliebten und späteren Ehemanns, des Herzogs von Lauzun, Antonin Nompar de Caumont, zu erwirken, verzichtete sie im Jahr 1681 auf Betreiben Madame de Maintenons zugunsten von Ludwigs XIV. Sohn Louis-Auguste de Bourbon, duc du Maine auf die Grafschaft Eu. Dieser vererbte sie an seinen kinderlosen Sohn Louis Auguste de Bourbon, der sie seinem Bruder Louis Charles de Bourbon hinterließ. Von diesem ging sie an Louis Jean Marie de Bourbon, duc de Penthièvre, der den Bau eines Kanals von Le Tréport bis nach Eu plante, daraufhin an dessen Tochter Louise Marie Adélaïde de Bourbon-Penthièvre, die 1769 Louis-Philippe II. Joseph de Bourbon, duc d’Orléans, genannt Philippe Égalité, heiratete, wodurch Eu in der nächsten Generation an das Haus Orléans fiel.

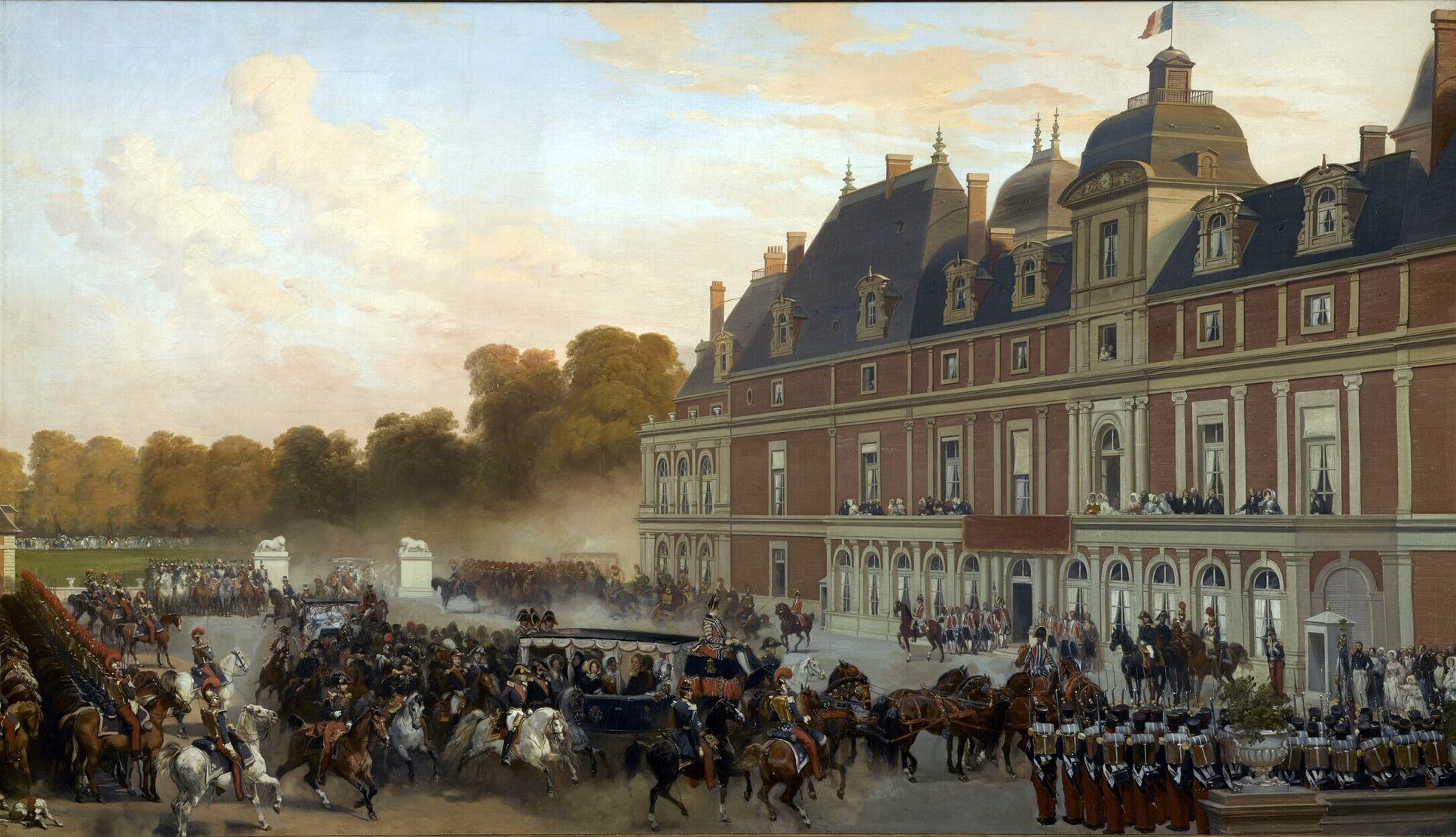
Eugène Louis Lami: Ankunft der Königin Victoria in Schloss Eu (1843)

Louise Marie Adélaïde überlebte ihren während der Französischen Revolution guillotinierten Mann um nahezu drei Jahrzehnte. Sie wurde im Jahr 1821 von ihrem ältesten Sohn Louis-Philippe III. d’Orléans, dem späteren König der Franzosen Louis-Philippe I. beerbt, der ab 1828 umfangreiche Arbeiten an der lange vernachlässigten Schlossanlage durchführen ließ und Schloss Eu zur Sommerresidenz seiner Familie machte.
Louis-Philippe empfing dort unter anderem vom 2.–7. September 1843 Königin Victoria von Großbritannien zum ersten Treffen der Monarchen dieser beiden Länder seit der denkwürdigen Begegnung zwischen Heinrich VIII. und Franz I. auf dem Camp du Drap d’Or (deutsch: Feld des Güldenen Tuches) im Jahr 1520. Ein zweites Treffen fand am 8. und 9. September 1845 ebenfalls in Schloss Eu statt.
Seit 1890 bewohnte die exilierte Thronerbin von Brasilien, Isabella von Braganza-d’Orléans, mit ihrem Mann Gaston d’Orléans, Graf von Eu, einem Enkel Louis Philippes, das Schloss.

Schloss Eu nach dem Brand 1902

Am 11. November 1902 zerstörte ein Großbrand einen Großteil des Zentralbaus und den gesamten Südflügel des Schlosses, nur der nach Norden weisende Flügel mit der Schlosskapelle wurde von dem Brand verschont. Der Wiederaufbau des Gebäudes fand ab 1905 unter Gaston d’Orléans und dessen Sohn Pedro de Alcántara d’Orléans statt. Nach diversen Besitzerwechseln erwarb die Stadt Eu das Schloss im Jahr 1964 und richtete im Südflügel das Bürgermeisteramt und 1973 im Nordflügel ein Museum ein.

## Architektur und Innenräume

### Gebäude

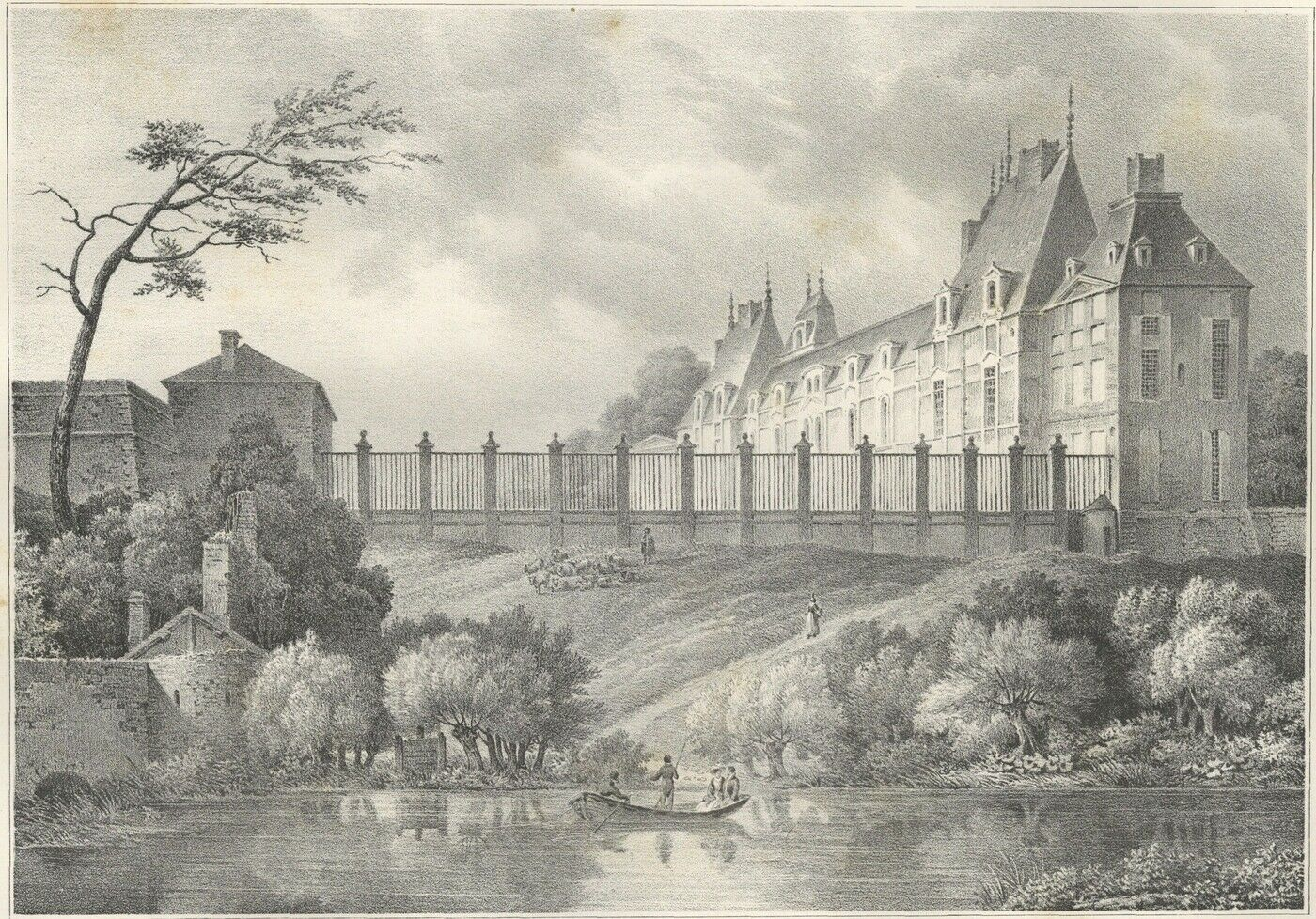
Das Schloss Ende des 19. Jhd

An der Stelle einer Burg des 11. Jahrhunderts wurde ab 1578 das Schloss als Landschloss in Backsteinbauweise der französischen Renaissance entworfen, bestehend aus einem Haupttrakt, flankiert von zwei integrierten Pavillons. Dekoration und Innenräume sind großteils im Laufe des 17. Jahrhunderts im Stile Louis-treize entstanden. Im 19. Jahrhundert wurde das Schloss, als bevorzugte Residenz der französischen Kaiser, weiter aus- und umgebaut.
Nach dem Brand von 1902 begann schnell der Wiederaufbau, der erst 2014 abgeschlossen wurde. Die Hauptgebäude dienen der Verwaltung und Ausstellungen; einige Nebengebäude werden immer noch von der ehemaligen Besitzerfamilie Orléans bewohnt.

### Erdgeschoss
In der Eingangshalle, durch die man den Zentralbau betritt, steht eine Berline aus dem Besitz König João V. von Portugal von 1727. Die Halle weist einen mit Buntglasfenstern geschmückten Säulengang auf, der zum von Eugène Viollet-le-Duc gestalteten Schlossgarten führt. Der Rundgang setzt sich fort durch zwei Salons und das Schlafzimmer der Herzogin von Orléans (Helene Luise zu Mecklenburg-Schwerin, Schwiegertochter König Louis-Philippes I.) mit Böden mit Intarsienparkett und Mahagonimöbeln aus der Epoche um 1850.

### Obergeschoss
In der ersten Etage besteht die Zimmerabfolge zunächst in einem Badezimmer des 19. Jahrhunderts, dann in einem in Gold und Grün gehaltenen Schlafzimmer mit einer Holzvertäfelung des 18. Jahrhunderts mit dem Monogramm von Anne Marie Louise d’Orléans, Herzogin von Montpensier und schließlich der Anrichte mit den Küchengerätschaften, dem Porzellan und dem Besteck aus der Goldschmiede Christofle. Dann folgt das Speisezimmer der Familie König Louis-Philippes I. mit einer Kassettendecke des 17. Jahrhunderts, Wandteppichen und Tischdekoration. Der abschließende Salon zeigt die in ihm verwendeten Farben Rosa und Schwarz.
Auf der anderen Seite der Prunktreppe hat nach aufwändiger Restaurierung, die bis 2014 dauerte, die Galerie des Guise ihren Glanz wiedererlangt: Der Raum wurde samt Kassettendecke, Goldschmuck und Zierleisten wiederhergestellt. Die 46 Porträts der mächtigen Familie Lorraine-Guise aus dem 17. Jahrhundert (u. a. Katharina von Medici, Maria Stuart etc.), die Anne Marie Louise d’Orléans angeschafft hatte, 1886 nach Schottland gelangt waren und 2001 zurückgekauft wurden, hängen wieder an ihren alten Plätzen.